# Доманёвце
Доманёвце (словац. Domaňovce) — село и одноимённая община в районе Левоча Прешовского края Словакии. В письменных источниках начинает упоминаться с 1258 года.

## География
Село расположено в юго-западной части края, на правом берегу реки Лодина, при автодороге 3208. Абсолютная высота — 440 метров над уровнем моря. Площадь муниципалитета составляет 12,83 км².

## Население
| Год:                | 1994 | 2004    | 2014    | 2024    |
| ------------------- | ---- | ------- | ------- | ------- |
| Количество человек: | 873  | 880     | 930     | 919     |
| Разница:            |      | +0,80 % | +5,68 % | −1,18 % |

По данным последней официальной переписи 2021 года, численность населения Доманёвце составляла 907 человек.
Национальный состав населения (по данным переписи населения 2011 года):
| Национальность | Численность, человек |
| -------------- | -------------------- |
| словаки        | 842                  |
| цыгане         | 32                   |
| поляки         | 1                    |
| чехи           | 1                    |
| не указана     | 71                   |

По данным переписи 2021 года, в конфессиональном составе населения преобладали католики (91,4 %) и греко-католики (1,7 %).